# Prismatocarpus fastigiatus
Prismatocarpus fastigiatus là loài thực vật có hoa trong họ Hoa chuông. Loài này được C.Presl ex A.DC. miêu tả khoa học đầu tiên năm 1839.